# Michel Salesse
Michel Jean Frédéric Salesse (3 de enero de 1955) es un deportista francés que compitió en esgrima, especialista en la modalidad de espada.
Participó en dos Juegos Olímpicos de Verano en los años 1980 y 1984, obteniendo dos medallas, oro en Moscú 1980 y plata en Los Ángeles 1984. Ganó dos medallas de oro en el Campeonato Mundial de Esgrima, en los años 1982 y 1983.

## Palmarés internacional
| Juegos Olímpicos   | Juegos Olímpicos             | Juegos Olímpicos | Juegos Olímpicos   |
| Año                | Lugar                        | Medalla          | Prueba             |
| ------------------ | ---------------------------- | ---------------- | ------------------ |
| 1980               | Moscú (URSS)                 | Medalla de oro   | Espada por equipos |
| 1984               | Los Ángeles (Estados Unidos) | Medalla de plata | Espada por equipos |
| Campeonato Mundial |                              |                  |                    |
| Año                | Lugar                        | Medalla          | Prueba             |
| 1982               | Roma (Italia)                | Medalla de oro   | Espada por equipos |
| 1983               | Viena (Austria)              | Medalla de oro   | Espada por equipos |